# Ораз, Серикбай Сатыбалдыулы
Серикба́й Сатыбалды́улы Ора́з (каз. Серікбай Сатыбалдыұлы Ораз; род. 12 апреля 1975 года) — казахстанский религиозный деятель, председатель Духовного управления мусульман Казахстана, 4-й Верховный муфтий Казахстана (2017—2020).

## Биография
Серикбай Ораз родился 12 апреля 1975 года. Происходит из рода батыр-жайдак племени сиргели.
В 1990—1992 годах обучался в медресе по подготовке чтецов Корана в Ташкенте, в 1992 году поступил в египетский Университет аль-Азхар, затем в 1995—1996 годах продолжил обучение в университете Исламабада (Пакистан). В 2014 году окончил магистратуру по специальности «менеджмент» Костанайского инженерно-экономического университета имени М. Дулатова. В 2014—2016 годах проходил обучение по специальности «исламоведение» в Египетском университете исламской культуры «Нур-Мубарак» и получил академическую степень магистра.
Трудовую деятельность в религиозной сфере начал с должности заместителя (наиб) имама Центральной мечети Алма-Аты. Преподавал в Исламском институте, занимал должность ректора Исламского университета. Затем назначен уполномоченным имамом ДУМК города Астана. Был заместителем Председателя ДУМК (наиб-муфтий) (2000—2001), заведующим сектором отдела религии Акимата города Алма-Аты, в 2003—2005 годах главный имам Сарыагашского района Южно-Казахстанской области (ныне Туркестанская область), старшим специалистом Агентства государственной службы, главным специалистом Отдела по делам религий Департамента юстиции Астаны, работал директором Дирекции административных зданий Управления делами Президента РК. В 2011—2013 годах — уполномоченный имам ДУМК по Костанайской области. В 2013 году, после того как председателем ДУМК стал Ержан Маямеров, назначен им заместителем и наиб-муфтием и стал имамом астанинской мечети «Хазрет Султан».
8 декабря 2017 года на VIII очередном курултае «Духовного управления мусульман Казахстана» Серикбай Ораз был избран председателем и Верховным муфтием Казахстана. Первую официальную встречу новоизбранный председатель ДУМК провёл в доме своего наставника — первого верховного муфтия Ратбека Нысанбаева. Вскоре Серикбая Ораза принял у себя тогдашний президент Казахстана Нурсултан Назарбаев.
7 февраля 2020 года на внеочередном IX курултае мусульман Казахстана Серикбай Ораз выдвинул кандидатуру Наурызбая Отпенова на должность Председателя ДУМК и Верховного муфтия. 300 делегатов съезда единогласно поддержали это решение.

## Награды
- Орден Курмет за вклад в укрепление сотрудничества и активное участие в продвижении целей Съезда лидеров мировых и традиционных религий из рук президента РК 11 октября 2018 года[7].
- Главный призёр конкурса чтецов Корана (среди стран Кавказа и Центральной Азии), посвящённого главе государства Кувейт Сабах аль-Ахмеду аль-Джаберу ас-Сабаху;
- Медаль «20 лет независимости Республики Казахстан»;
- Медаль «25 лет независимости Республики Казахстан»;
- Медаль «20 лет Астане» (2018);
- Почетный гражданин Сарыагашского района Туркестанской области;

## Семья и личная жизнь
Женат, имеет 7 детей.